# Холодницкий, Назар Иванович
Наза́р Ива́нович Холодни́цкий (род. 31 января 1985, Львов, УССР, СССР) — украинский юрист. Заместитель Генерального прокурора — руководитель Специализированной антикоррупционной прокуратуры Украины. Кандидат юридических наук.

## Биография
Родился в 1985 году в городе Львове.
В 2006 году окончил юридический факультет Львовского национального университета имени Ивана Франко с отличием, получив квалификацию магистра права.
Тогда же начал трудовую деятельность в органах прокуратуры Киевской области на должностях помощника, старшего помощника и старшего прокурора прокуратуры Киево-Святошинского района.
С марта по декабрь 2014 года занимал должность старшего помощника первого заместителя Генерального прокурора Украины.
Приказом Генерального прокурора Виталия Яремы от 22.12.2014 года назначен первым заместителем прокурора Автономной Республики Крым (прокуратура АРК после аннексии полуострова Российской Федерацией была передислоцирована украинскими властями в г. Киев).
Кандидат юридических наук (2015).
27 ноября 2015 набрал 7 голосов членов конкурсной комиссии по избранию антикоррупционного прокурора (руководителя САП). Его кандидатура, наряду с кандидатурой Максима Грищука, была передана Генеральному прокурору Украины Виктору Шокину
30 ноября 2015 Генеральный прокурор Украины Виктор Шокин назначил Назара Холодницкого своим заместителем — руководителем Специализированной антикоррупционной прокуратуры.
16 июня 2017 года Холодницкого избрали вице-президентом Федерации футбола Украины.
Государственный советник юстиции 3 класса. Кандидат юридических наук.
Не женат.

## Деятельность на посту руководителя САП
Своим первым заместителем Н. Холодницкий назначил своего недавнего конкурента на высокую должность САП — Максима Грищука, который по итогам конкурса получил на два голоса больше самого Холодницкого.
Рекордные премии
В 2016 году Назар Холодницкий получал наибольшие среди всех украинских чиновников премии: в целом свыше 816 тыс. грн. Он объяснил это тем, что согласно законодательству и руководитель САП, и рядовой прокурор отдела имеют одинаковые оклады, а ответственность разная.
Попытка подкупа
В 2017 году Назар Холодницкий отказался от предложения взятки в размере 300 тыс. долл.
Скандал с прослушкой
В феврале-марте 2018 НАБУ совместно с ГПУ начали уголовное производство против Холодницкого и прослушивали его рабочий кабинет. По информации руководителя НАБУ Артёма Сытника, таким образом удалось записать, что Холодницкий сливал подозреваемым информацию о подготовке обысков; давил на должностных лиц, в том числе судей, с целью принятия определённых решений; подстрекал свидетелей к ложных показаний. Сам прокурор отверг обвинения.

## Награды и звания
- Заслуженный юрист Украины (6 октября 2017) — за весомый личный вклад в развитие правового государства, обеспечения защиты конституционных прав и свобод граждан, многолетнюю плодотворную работу и высокий профессионализм[12].

## Ссылка
- Первый антикоррупционный прокурор. Досье на Назара Холодницкого (рус.)
- Интервью: ,